# Саравакски делфин
Саравакският делфин (Lagenodelphis hosei), още късомуцунест делфин или делфин на Фрейзър, е вид бозайник от семейство Делфинови (Delphinidae), единствен представител на род Късомуцунести делфини (Lagenodelphis). Видът не е застрашен от изчезване.

## Разпространение и местообитание
Разпространен е в Австралия, Ангола, Аржентина, Бразилия, Бруней, Венецуела, Виетнам, Гана, Доминика, Еквадор, Индонезия, Испания (Канарски острови), Кабо Верде, Кения, Кирибати, Китай, Колумбия, Коморски острови, Коста Рика, Мадагаскар, Майот, Малайзия, Малдиви, Микронезия, Науру, Оман, Острови Кук, Палау, Панама, Папуа Нова Гвинея, Провинции в КНР, Пуерто Рико, Реюнион, Самоа, САЩ, Сейнт Винсент и Гренадини, Сенегал, Соломонови острови, Тайван, Тайланд, Уругвай, Филипини, Френска Полинезия, Шри Ланка, Южна Африка и Япония.
Обитава крайбрежията на океани в райони с тропически, умерен и субтропичен климат.

## Описание
Теглото им е около 164 kg.